# Néstor Rafael Herrera Heredia
Néstor Rafael Herrera Heredia (* 23. Oktober 1933 in Pujili) ist Altbischof von Machala. 

## Leben
Néstor Rafael Herrera Heredia empfing am 21. Juli 1957 die Priesterweihe. Johannes Paul II. ernannte ihn am 14. Januar 1982 zum Bischof von Machala. 
Der Bischof von Latacunga, José Mario Ruiz Navas, weihte ihn am 14. Februar desselben Jahres zum Bischof; Mitkonsekratoren waren Leonidas Eduardo Proaño Villalba, Bischof von Riobamba, und Antonio José González Zumárraga, Koadjutorerzbischof von Quito.
Papst Benedikt XVI. nahm am 22. Februar 2010 seinen altersbedingten Rücktritt an.